# Condingup
Condingup is een plaats in de regio Goldfields-Esperance in West-Australië. Het maakt deel uit van het lokale bestuursgebied (LGA) Shire of Esperance.

## Geschiedenis
Ten tijde van de Europese kolonisatie leefden de Njunga-Aborigines in de streek. Ze onderscheiden zich van de Wudjari waarvan ze deel uitmaakten doordat ze aan circumcisie deden.
Toen in 1875-76 het traject voor een telegraaflijn werd uitgetekend, vermeldde men de Aboriginesnaam voor de 'Condingup Peak'. De betekenis van de naam is niet bekend. In 1963 werd het dorp Condingup officieel gesticht en naar de 'Condingup Peak' vernoemd. Volgens de plaatselijke Aboriginesgemeenschap zou de naam echter zijn afgeleid van 'Kunjinup', de naam voor een rode wilde bloem.
In de jaren 1950-70, na te hebben geïnvesteerd in een misgelopen projectontwikkeling, kregen enkele wereldberoemde sterren, waaronder Anne Baxter en Rhonda Fleming, boerderijen in handen in de omgeving van Condingup. Dankzij hen kreeg het plaatsje voorzieningen zoals een schooltje en een winkel.
In 2021 telde Condingup 280 inwoners tegenover 429 in 2006.

## Ligging
Condingup ligt 788 kilometer ten oostzuidoosten van de West-Australische hoofdstad Perth, 255 kilometer ten zuiden van het aan de Coolgardie–Esperance Highway gelegen Norseman en 68 kilometer ten oosten van Esperance, de hoofdplaats van het lokale bestuursgebied waarvan het deel uitmaakt. Esperance ligt vlak bij het kruispunt van de South Coast Highway en de Coolgardie–Esperance Highway.

## Voorzieningen
Het plaatsje heeft een basisschool, een caravanpark, een taverne, een gemeenschaps- en een recreatiecentrum. In de omgeving wordt graan en vee geteeld. Ten zuiden van Condingup liggen verscheidene verlaten stranden en ten noorden verschillende natuurreservaten.

## Klimaat
Kondingup kent een warm mediterraan klimaat, Csb volgens de klimaatclassificatie van Köppen.